# Przysietnica (Petite-Pologne)
Pour les articles homonymes, voir Przysietnica.
Przysietnica est une localité polonaise de la gmina de Stary Sącz, située dans le powiat de Nowy Sącz en voïvodie de Petite-Pologne.